# 肖提斯普里

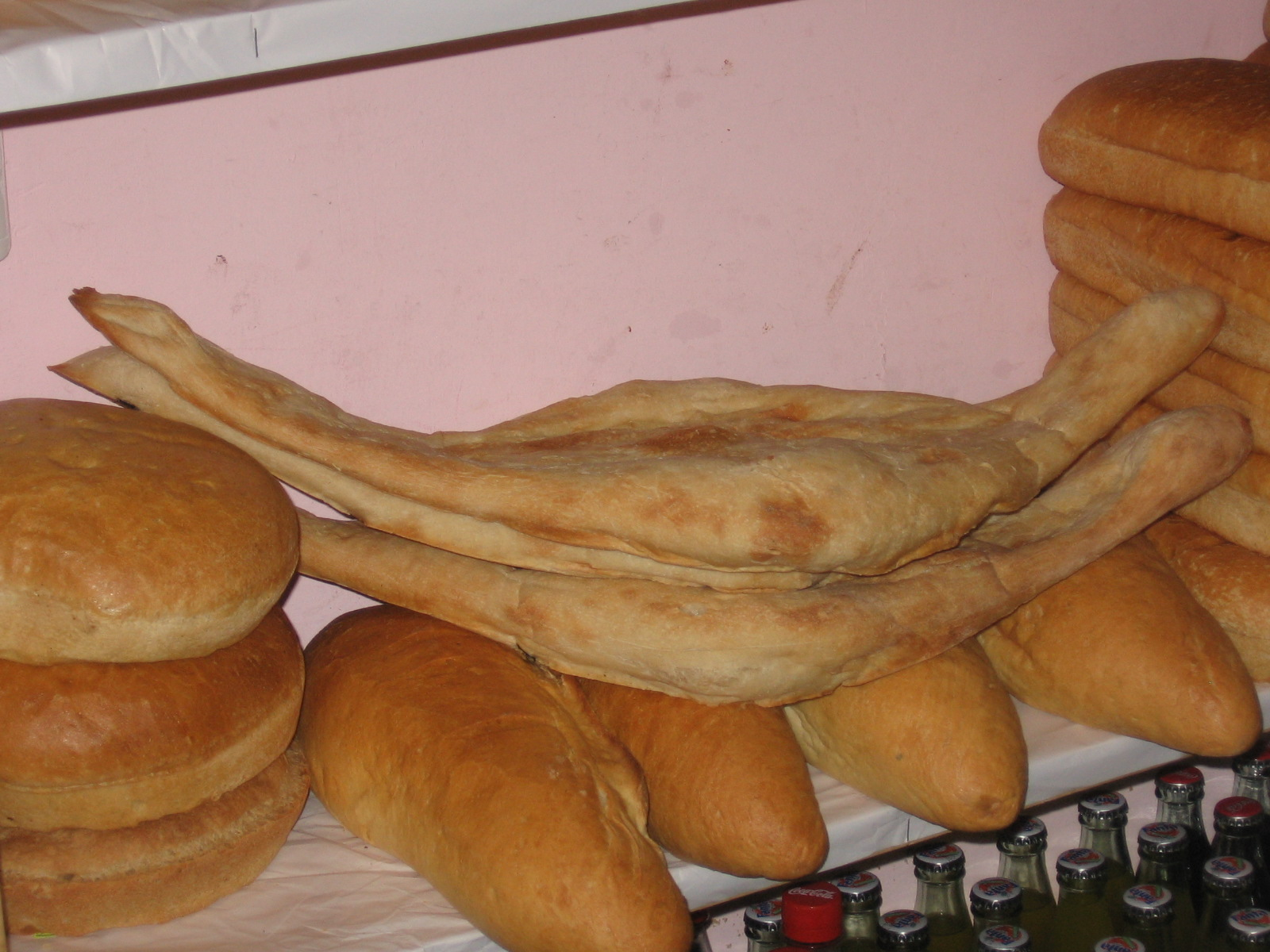

肖提斯普里或簡稱肖提是一種傳統喬治亞麵包食物。肖提斯普里由白麵粉經烘烤後製作，外形類似獨木舟。